# Eucharistische Anbetung

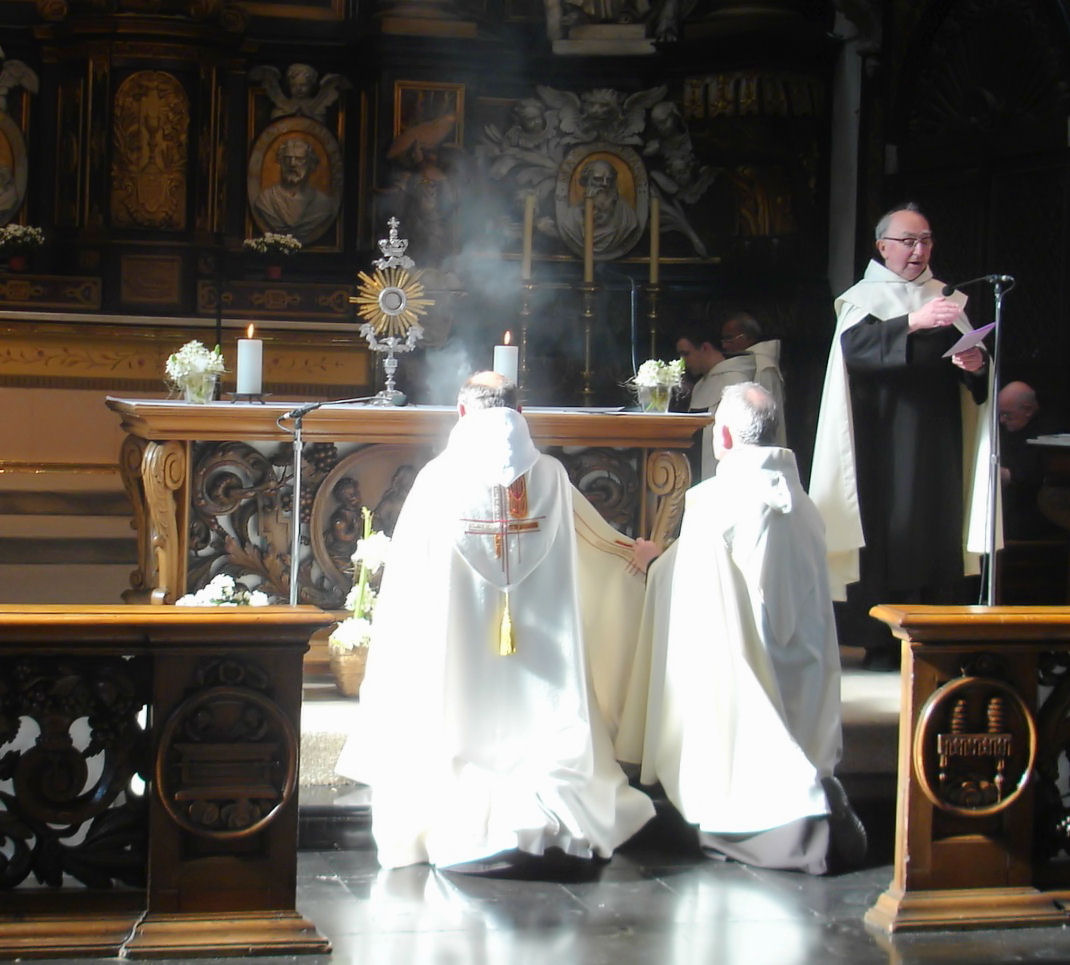
Sakramentale Aussetzung in der Monstranz

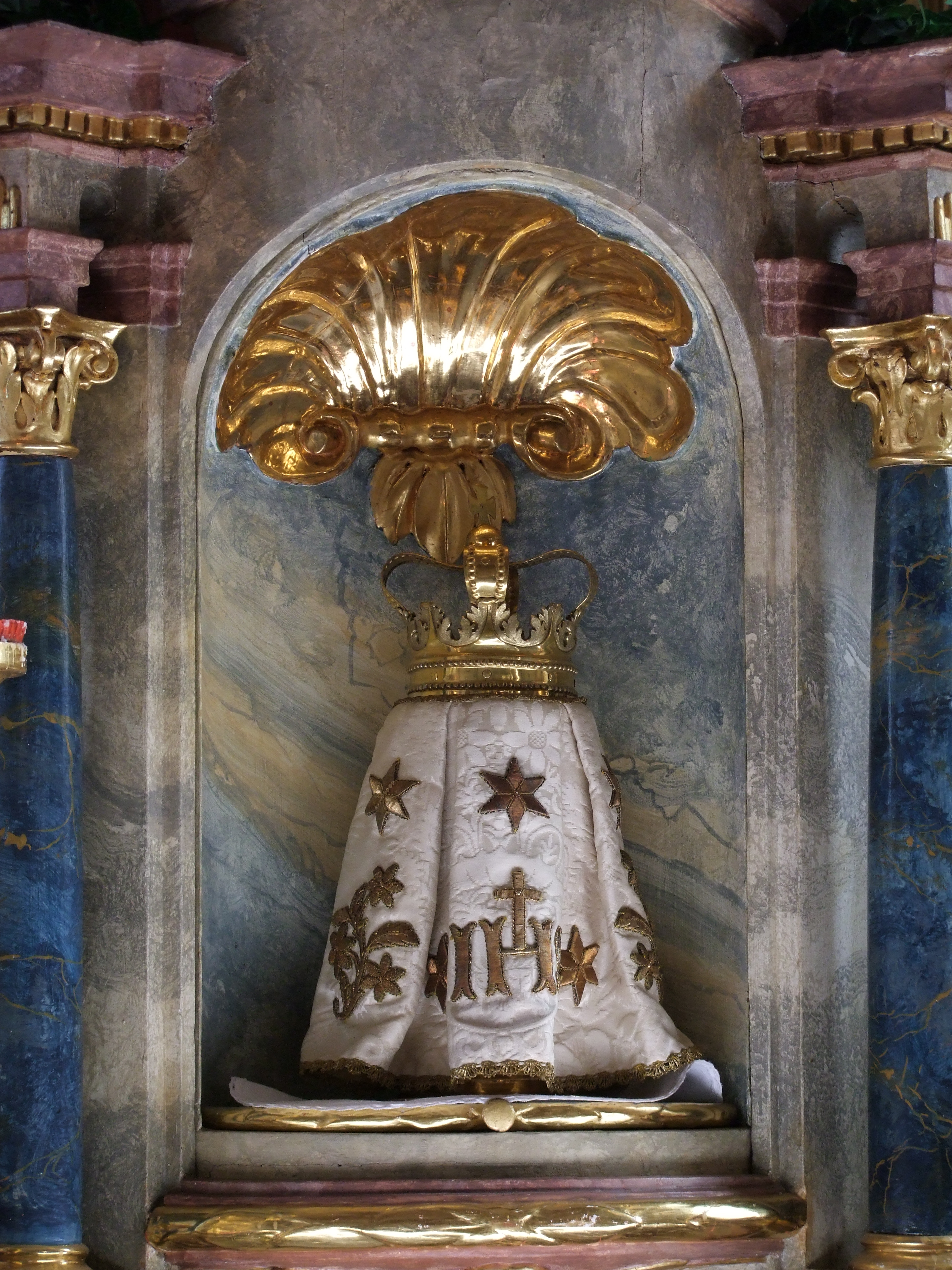
Das im Ziborium ausgesetzte Allerheiligste in der Expositionsnische auf dem Tabernakel der Filialkirche Unserer Lieben Frau im oberschwäbischen Oberrammingen

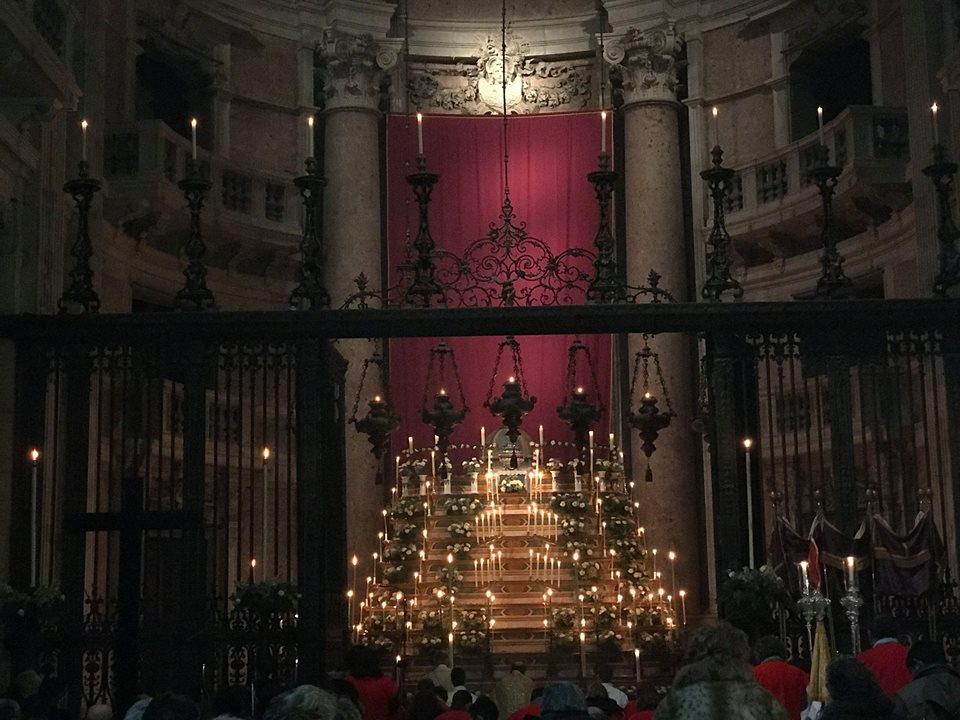
Eucharistische Anbetung in der Basilika von Mafra –
Königliche und Ehrwürdige Bruderschaft des Allerheiligsten Sakraments von Mafra

Die eucharistische Anbetung oder Aussetzung des Allerheiligsten (lateinisch  Expositio sanctissimae Eucharistiae oder Expositio sanctissimi Sacramenti) ist eine Gebetsform in der römisch-katholischen Kirche, in deren Mittelpunkt das sogenannte Allerheiligste (lateinisch Sanctissimum), die in der heiligen Messe konsekrierte Hostie, anbetend verehrt wird. Höhepunkt und Abschluss der Aussetzung des Allerheiligsten ist der sakramentale oder eucharistische Segen.

## Aussetzung des Allerheiligsten
Bei der Aussetzung des Allerheiligsten setzt ein Priester, Diakon oder Akolyth eine Hostie in ein besonderes Behältnis ein, das dann an einen erhöhten, gut sichtbaren Platz – häufig auf einen Altar – gestellt wird, wo das Allerheiligste von den Gläubigen durch Gebete, Hymnen oder in stiller Anbetung verehrt werden kann. Als Behältnis kommen üblicherweise eine Monstranz (von lat. monstrare, „zeigen“) oder das mit einem Velum verhüllte Ziborium zum Einsatz. Dabei kann jede konsekrierte Hostie verwendet werden, doch werden meist besonders große oder mit einem geprägten Bild verzierte Zelebrationshostien eingesetzt.
Das Gegenteil der Aussetzung ist die Reposition (von lateinisch reponere ‚zurücklegen‘, Verb reponieren), bei der das Allerheiligste wieder in den Tabernakel zurückgebracht wird. Üblicherweise erfolgt davor ein kurzes Gebet und gegebenenfalls ein eucharistischer Segen.
Vor allem barocke Altäre besaßen in der Regel auf dem Tabernakel eine Expositionsnische (Expositorium), in der das Altarkreuz stand und die bei der Aussetzung des Allerheiligsten die Monstranz oder das Ziborium aufnahm. Häufig war die Expositionsnische von zwei Engeln flankiert. Auch in manchen Flurkreuzen finden sich Expositionsnischen als muschelförmige Aushöhlungen im Stein, in die bei eucharistischen Flurprozessionen das Allerheiligste gestellt wurde, wenn dort der sakramentale Segen gespendet wurde.

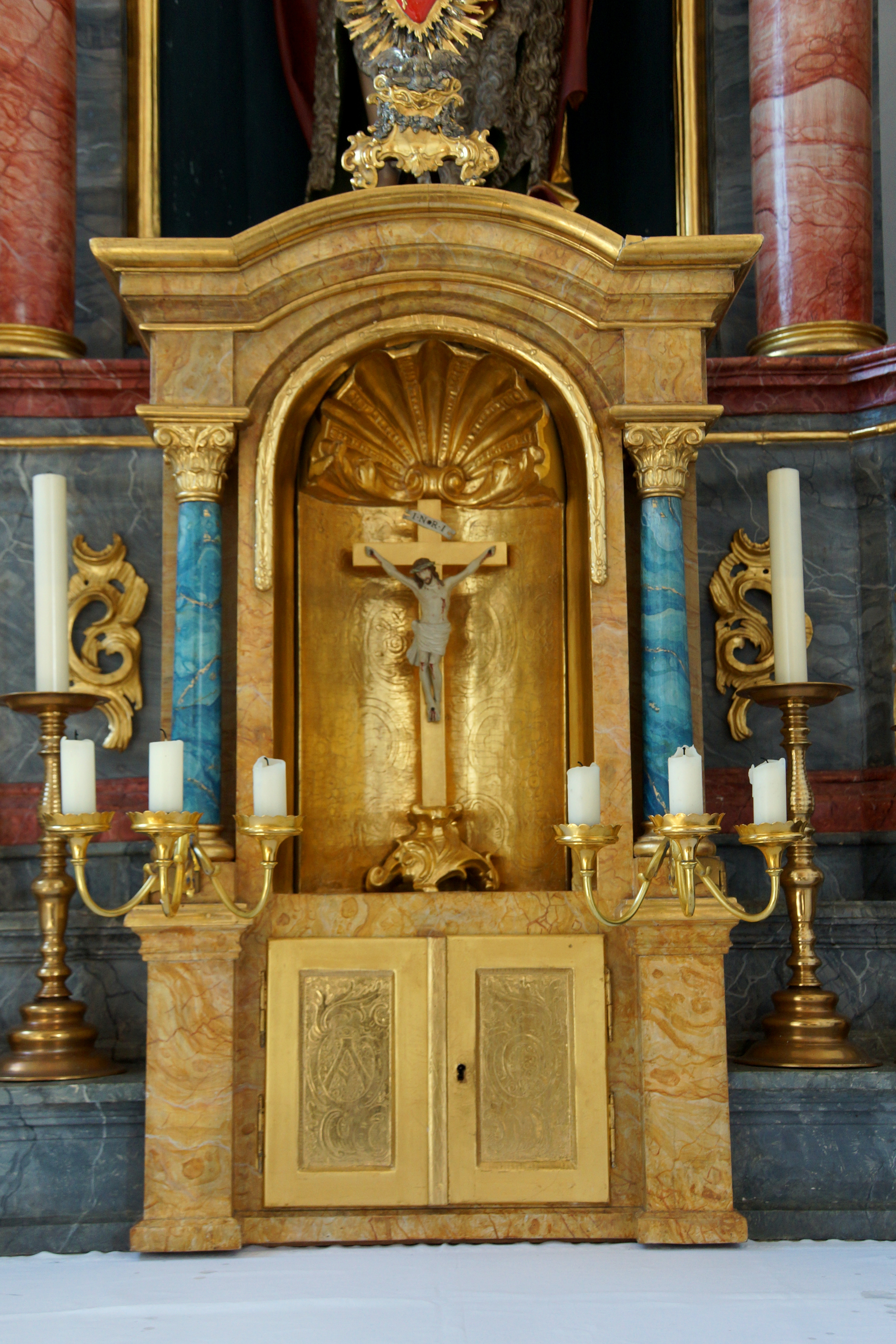
Tabernakel mit Expositionsnische in der Kirche St. Johannes der Täufer in Pfahldorf

In manchen Kirchen gibt es eigene Sakramentskapellen, in denen das Allerheiligste über den größten Teil des Tages hinweg oder auch beständig ausgesetzt ist. Konsekrierte Hostien werden üblicherweise im Tabernakel aufbewahrt.

## Formen eucharistischer Anbetung
In der römisch-katholischen Kirche gibt es spezielle Andachtsformen wie das vierzigstündige Gebet, bei dem das Allerheiligste über diesen Zeitraum hinweg ausgesetzt wird und die Gläubigen einander beim Gebet abwechseln. Das ewige Gebet wird von Kirchengemeinden, bestimmten Ordensgemeinschaften und Gebetsgruppen praktiziert; das Allerheiligste ist ständig ausgesetzt und wird abwechselnd von den Mitgliedern oder tageweise wechselnd in den Pfarrgemeinden einer Diözese verehrt.
Die Ölbergandacht am Gründonnerstag in der Nacht zum Karfreitag ist eine Form der eucharistischen Andacht, für die die liturgischen Bücher festlegen, dass die Anbetung wenigstens bis Mitternacht dauern und ab Mitternacht „ohne jede Feierlichkeit“ stattfinden soll. Sie schließt auch nicht mit dem sakramentalen Segen ab. Nächtliche Anbetungsstunden („Gebetswachen“) werden mancherorts in Klöstern und Pfarrgemeinden an verschiedenen Tagen im Jahr durchgeführt, gelegentlich sogar die ganze Nacht hindurch.
Während der Vigil anlässlich des XX. Weltjugendtages in Köln fand unter Anwesenheit von Papst Benedikt XVI. die eucharistische Anbetung mit ca. einer Million Gläubigen statt. Papst Johannes Paul II. hatte das Jahr 2005 zum Jahr der Eucharistie ausgerufen. In der Folge entstand daraus die eucharistische Anbetung im Rahmen der Veranstaltungsform „Nightfever“, die inzwischen an zahlreichen Orten regelmäßig praktiziert wird.

## Theologischer Hintergrund und Geschichte
Die Aussetzung steht in einem engen Zusammenhang mit der heiligen Messe und der Lehre von der Realpräsenz, dem Glauben an die reale, bleibende Anwesenheit Jesu Christi in den eucharistischen Gestalten von Brot und Wein; die Aussetzung stellt eine Verlängerung der Elevation, der Erhebung des Leibes Christi bei der Wandlung in der Messfeier, dar. Die Elevation hat ihren Ursprung in der vom Schauverlangen bestimmten hochmittelalterlichen Eucharistiefrömmigkeit, die durch die Aussetzung gewissermaßen noch gesteigert wurde.
Der Brauch der Aussetzung entstand, als man bei der eucharistischen Prozession am Fronleichnamsfest das Allerheiligste bereits vor und eine Zeit nach der Prozession zur Verehrung aussetzte. Im 14. Jahrhundert wurde als erstes im nord- und ostdeutschen Raum die Aussetzung an Fronleichnam und der auf das Fest damals folgenden Oktav auch auf die Zeiten der heiligen Messe und des Stundengebets ausgedehnt, ebenfalls bald an den Votivmessen vom Leib Christi an den Donnerstagen im Kirchenjahr. Der Brauch, nach der heiligen Messe sowie nach Vesper und der Komplet an diesen Donnerstagen eucharistische Hymnen und Responsorien zu singen, verbreitete sich von den deutschsprachigen Ländern aus fast in ganz Europa und wurde zunehmend auch an anderen Festen und den Sonntagen praktiziert. Daraus entstand die Frömmigkeitsform der Sakramentsandacht: Gebetszeiten vor ausgesetztem Allerheiligstem, die mit dem sakramentalen Segen abgeschlossen wurden. Die Barockfrömmigkeit brachte eine Vermehrung der Anlässe für die oft festlich gestaltete eucharistische Aussetzung.
Das Zweite Vatikanische Konzil betonte demgegenüber wieder die Messfeier als Quelle und Gipfel der Eucharistiefrömmigkeit. In dem Dokument De sacra communione et cultu mysterii eucharistici extra missam ‚Kommunionspendung und Eucharistieverehrung außerhalb der Messe‘ vom 21. Juni 1973 hebt die Gottesdienstkongregation hervor, es gelte bei solchen Aussetzungen die Verehrung des heiligen Sakramentes in ihrer Beziehung zur Messe deutlich zu machen. „In der äußeren Form der Aussetzung vermeide man deshalb sorgfältig alles, was irgendwie die Tatsache verdunkeln könnte, dass es der vornehmliche Wunsch Christi bei der Einsetzung der heiligen Eucharistie war, sie uns als Speise, Heilmittel und Stärkung anzubieten.“ Während der Aussetzung des Allerheiligsten darf daher im selben Raum der Kirche oder Kapelle keine heilige Messe gefeiert werden. Die früher übliche Praxis, eine heilige Messe vor ausgesetztem Allerheiligstem (missa coram sanctissimo) zu feiern, ist heute verboten.
Ebenso ist es verboten, das Allerheiligste nur zum Zweck des Segnens auszusetzen. Der eucharistische Segen ist vielmehr der Abschluss einer solchen Zeit der Anbetung, der eine angemessene Zeit der Lesung, des Gesangs und des stillen Gebets vorangehen soll.